# Kembé
Kembé ist eine Kleinstadt in der Präfektur Basse-Kotto im Süden der Zentralafrikanischen Republik. Die Bevölkerungszahl von Kembé wird für das Jahr 2012 mit 8450 Einwohnern angegeben. Kembé ist die Hauptstadt der gleichnamigen Unterpräfektur.

## Lage und Verkehr
Kembé liegt am rechten Ufer des Kotto, einem Zufluss zum Ubangi, auf einer Höhe von etwa 540 m. Die Stadt liegt an der Route Nationale 2, die von der Hauptstadt Bangui im Westen bis nach Bambouti an der Grenze zum Südsudan im äußersten Osten des Landes führt. Bangui liegt etwa 600 Straßenkilometer weiter westlich, die nächste größere Stadt, Bangassou, etwa 125 Kilometer weit in Richtung Osten entfernt. Jedoch sind die Straßen generell in schlechtem Zustand, außerdem ist das Reisen über Land aufgrund der Sicherheitssituation oft gefährlich.
Der Flugplatz Kembé liegt direkt westlich der Stadt.

## Bevölkerung
In der Gegend von Kembé ist die Ethnie der Banziri ansässig. Während die Bevölkerungszahl im Jahr 1975 noch 5.051 betragen hatte, lag sie 2005 bei 11.513 und nahm bis 2012 wieder auf 8.450 ab.

## Rohstoffe
Um Kembé und die einige Kilometer westlich liegende Stadt Dimbi werden Diamanten-Lagerstätten ausgebeutet.

## Institutionen
Die katholische Gemeinde „Cœur Immaculé de Marie de Kembé“ wurde 1957 gegründet.
In Kembé existiert ein Krankenhaus, das jedoch nur teilweise funktionstüchtig ist.

## Sehenswürdigkeiten
In der Nähe der Brücke der Route Nationale 2 über den Kotto, 4 km nordöstlich von Kembé, liegen die Kotto-Wasserfälle. Sie bestehen aus einer Kaskade nördlich sowie weiteren Kaskaden südlich der Brücke. Der nördliche Abschnitt kann von einem Rastplatz aus betrachtet und besucht werden.

## Bürgerkrieg
Im Oktober 2017 griffen Anti-Balaka-Mitglieder eine Moschee in Kembé an und töteten 25 Muslime, darunter den Imam der Moschee. Im Mai 2021 wurde das Gebiet um Kembé durch die Armee der Zentralafrikanischen Republik erobert. Vorher hatte die Anti-Balaka die Kontrolle über die Stadt, jedoch besaß auch die mit der Anti-Balaka verfeindete Rebellengruppe Unité pour la paix en Centrafrique (UPC) ganz in der Nähe der Stadt Stellungen.